# Крутоголов, Фёдор Фёдорович
Фёдор Фёдорович Крутоголов (1892 — 1976) — адъютант командующего Красной армии Северного Кавказа, мемуарист.

## Биография
Казак, в царской армии служил каптенармусом в 1-м Черноморском казачьем кавалерийском полку. С 10 февраля 1918 в РККА, член РКП(б) с 16 февраля 1920. До 5 сентября 1918 адъютант командующего Красной армии Северного Кавказа И. Л. Сорокина, затем до 2 ноября того же года помощник командира Шариатской дивизии, после чего до марта 1919 помощник начальника штаба по оперативной части Шариатской колонны и 1-й Кубанской дивизии. В 1919 командовал 3-м отдельным кавалерийским дивизионом 33-й Кубанской дивизии 9-й Кубанской армии. С 1920 до 1921 военный комиссар 9-го района Кавказского отдела Кубанской области при станице Медведовской. Во время Великой Отечественной войны служил в Красной армии , войну закончил в звании интендант 2 ранга (майор). В дальнейшем пенсионер республиканского значения. Награды: орден Красной Звезды (Указ Президиума ВС СССР от 6.11.1945 г.),медали: «За оборону Кавказа» , Медаль «За победу над Германией в Великой Отечественной войне 1941–1945 гг.»

## Награды
Три правительственные награды и почётная грамота за освобождение Кубани в 1920 году.

## Публикации
- Огненные версты : Записки участника гражданской войны на юге России. - Краснодар : Кн. изд-во, 1975. - 174 с.; 20 см;[1]
- На Кубани и Тереке / Лит. обработка Г. Д. Приходько. - Краснодар : Кн. изд-во, 1967. - 159 с. : ил.; 17 см;[2]
- Великая Октябрьская социалистическая революция - Северный Кавказ - Воспоминания и записки;[3]
- Иностранная военная интервенция и гражданская война в СССР 1918-1920 гг. - Северный Кавказ - Воспоминания и записки.[4]